# Logis du Lion-d'Angers
Le logis du Lion-d'Angers est une maison située au Lion-d'Angers, en France.

## Localisation
La maison est située dans le département français de Maine-et-Loire, sur la commune du Lion-d'Angers.

## Historique
L'édifice est inscrit au titre des monuments historiques en 1986.